# Mostaltxuk
Mostaltxuk - Москальчук (rus) - és un khútor del krai de Krasnodar, a Rússia. Es troba a les terres baixes de Kuban-Azov, a la vora dreta del riu Txelbas, davant d'Alekséievskaia, a 8 km al sud-est de Tikhoretsk i a 121 km al nord-est de Krasnodar.
Pertany al municipi d'Alekséievskaia.